# Pabellón de Venezuela en la Bienal de Venecia
El Pabellón de Venezuela en la Bienal de Venecia es un espacio artístico ubicado en la ciudad de Venecia con motivo de la Bienal de Venecia. Venezuela es uno de los cuatro países latinoamericanos (junto a Argentina, Brasil y Uruguay) que cuenta con un pabellón propio dentro de los jardines (i Giardini) de la Bienal.

## Historia
El pabellón de Venezuela fue inaugurado en 1956. Siendo propiedad del Estado Venezolano, fue el primer país latinoamericano en construir su pabellón nacional. En 1953 el pintor y arquitecto Graziano Gasparini propone al gobierno de Marcos Pérez Jiménez la construcción de un pabellón nacional, que se lleva a cabo gracias a la aprobación del Ministro de Educación José Loreto Arismendi. Originalmente el proyecto fue propuesto al arquitecto venezolano Carlos Raúl Villanueva, pero debido a que este se encontraba ocupado con la construcción de la Ciudad Universitaria de Caracas (Universidad Central de Venezuela) se sugiere el nombre de Carlo Scarpa, quien vivía por entonces en Venecia y podía coordinarlo directamente. Se construyó entre 1954 y 1956, consta de tres salas, dos de las cuales elevadas en altura, iluminadas con luz natural y recubiertas con mármol blanco.
El primer pintor venezolano que expuso en el interior del pabellón de Venezuela fue el reconocido Armando Reverón, aunque el artista murió dos meses antes de la inauguración. Está considerado Patrimonio Cultural de Italia por ser una de las grandes obras del famoso arquitecto y ser un referente de la arquitectura de postguerra.

## Expositores
Lista de los expositores en el Pabellón de Venezuela en la Bienal de Venecia:
- 1954 (27 ª) - Comisario: Graziano Gasparini Artistas: Armando Reverón, Francisco Narváez, Armando Barrios, Carlos González Bogen, Marcos Castillo, Mateo Manaure, Rafael Monasterios, Rafael Sylva, Héctor Poleo, Virgilio Trómpiz, Oswaldo Vigas
- 1956 (28 ª) - Comisario: Graziano Gasparini Artistas: Mateo Manaure, Armando Barrios, Luis Guevara Moreno, Alejandro Otero, Héctor Poleo, Manuel Quintana Castillo, Francisco Narváez / Rafael Monasterios /
- 1958 (29 ª) - Comisario: Omar Carreño Artistas: Régulo Pérez, Hugo Baptista,, Jacobo Borges, Omar Carreño, Marcos Castillo, Rafael Ramón González, Luis Guevara Moreno, Ángel Hurtado, Jesús Soto, Ramón Vázquez Brito, Vicente Fabbiani.
- 1960 (30 ª) - Comisario: Armando Barrios Artistas: Armando Barrios, Héctor Poleo, Jesús Soto, Jacobo Borges, Luis Guevara Moreno, Ángel Hurtado
- 1962 (31 ª) - Comisario: Oswaldo Vigas; Comisario Adjunto: Fina Gómez / Artistas: Oswaldo Vigas, Mario Abreu, Mercedes Pardo, Omar Carreño, Alirio Oramas, Alejandro Otero, Manuel Quintana Castillo Jesús Soto, Carlos Cruz-Diez, Manuel Espinoza
- 1964 (32 ª) - Comisario: Jesús Soto Artistas: Elsa Gramcko, Jesús Soto, Luis Chacón, Luisa Palacios, Elisa Elvira Zuloaga
- 1966 (33 ª) - Comisario: Inocente Palacios / Artistas: Jesús Soto, Víctor Valera, Alejandro Otero
- 1968 (34 ª) - Comisario: Carlos Raúl Villanueva /Artista: Marisol Escobar
- 1970 (35 ª) - Comisario: Carlos Díaz Sosa / Artista: Carlos Cruz-Diez
- 1972 (36 ª) - Comisario: Carla Diament de Sujo / Artista: Omar Carreño
- 1974 (No hubo Bienal)
- 1976 (37 ª) - Comisario: Carlos Díaz Sosa; Comisario Adjunto:Elsa Boccheciampe /  Artista:Alirio Rodríguez
- 1978 (38 ª) - Comisario: Carlos Díaz Sosa; Elsa Boccheciampe /Artista: Luisa Richter, Edgar Guinand
- 1980 (39 ª) - Comisario: Bélgica Rodrígez / Artista: Oswaldo Subero, Régulo Pérez
- 1982 (40 ª) - Comisario: Bélgica Rodrígez /Artista: Alejandro Otero
- 1984 (41 ª) - Comisario: Rafael Pineda / Artista: Henry Bermúdez, Carmelo Niño, Ángel Peña
- 1986 (42 ª) - Henry Bermúdez (artista)
- 1988 (43 ª) - Jacobo Borges
- 1990 (44 ª) - Julio Pacheco Rivas
- 1993 (45 ª) -Bienal de Arquitectura de Venecia.Expo"Venezuela,arquitectura y trópico,1980-1992" muestra colectiva de 14 proyectos, de:escala urbana, escala habitacional e institucional y arq.paisajística
- 1995 (46 ª) - Meyer Vaisman
- 1997 (47 ª) - Roberto Obregón
- 1999 (48 ª) - Víctor Lucena
- 2001 (49 ª) - Pedro León Zapata / Víctor Hugo Irazábal
- 2003 (50 ª) - Pedro Morales (Clausurada por ofensa al libertador e incitación al magnicidio de Hugo Chávez).
- 2005 (51 ª) - Santiago Pol
- 2007 (52 ª) - Antonio Briceño / Vincent & Feria
- 2009 (53 ª) - Magdalena Fernández / Antonieta Sosa
- 2011 (54 ª) - Francisco Bassim / Clemencia Labin / Yoshi
- 2013 (55 ª) - Colectivo de Artistas Urbanos Venezolanos
- 2015 (56 ª) - Te doy mi palabra. Argelia Bravo, Félix Molina (Flix)
- 2016 - Bienal de Arquitectura de Venecia : Fuerzas Urbanas : Alejandro Haiek, Gabriel Visconti, Marcos Coronel, Maximillian Nowotka, Miguel Braceli, Rolando Carmona, José Naza.
- 2017 (57.ª) - Juan Calzadilla
- 2019 (58.ª) - Metáfora de las tres ventanas. Natalí Rocha, Ricardo García, Gabriel López y Nelson Rangel. Vice curadores Tarim Goas, Janette Rodríguez Herrera y Kelvin Arevalos.
- 2023 (60°) - Experiencia participativa. Juvenal Ravelo. Comisario Reinaldo Landaeta, Vicecomisarios Paola Posani Urdaneta y Daniel Suárez Bustamante. Curador Edgar González, Vice curadora Tarim Gois.